# イ・ハリム
イ・ハリム（Lee Ha-Rim、1997年6月27日 - ）は、大韓民国の柔道家。大韓民国・慶尚北道永川市出身。階級は60kg級。身長166cm。

## 経歴
2015年の世界ジュニア55kg級で2位になった。その後階級を60kg級に上げると、アジア大会で3位、世界選手権では5位にとどまった。世界団体では3位になった。東京オリンピックにはより活躍していた金源鎮がいたために出場できなかった。2022年のグランプリ・アルマダではIJFワールド柔道ツアー初優勝を果たした。 グランドスラム・東京では準決勝で日本の古賀玄暉に反則負けを喫して3位に終わったが、ワールドマスターズでは決勝で日本の永山竜樹を技ありで破って優勝した。2023年の世界選手権では準々決勝で敗れるも、その後の3位決定戦で東京オリンピック金メダリストである日本の髙藤直寿に反則勝ちして3位になった。2024年の世界選手権では準々決勝で日本の中村太樹に技ありで敗れるも、その後の敗者復活戦を勝ち上がって3位になった。
IJF世界ランキングは2780ポイント獲得で10位（2024年5月20日現在）。

## 主な戦績
- 2015年 - 世界ジュニア 2位（55kg級）
- 2018年 - アジア大会 3位
- 2018年 - 世界選手権 5位
- 2018年 - 世界団体 3位
- 2019年 - グランプリ・モントリオール 3位
- 2019年 - グランドスラム・大阪 5位
- 2021年 - アジア・オセアニア選手権 3位
- 2022年 - グランプリ・アルマダ 優勝
- 2022年 - グランドスラム・パリ 5位
- 2022年 - グランドスラム・ウランバートル 3位
- 2022年 - グランドスラム・東京 3位
- 2022年 - ワールドマスターズ 優勝
- 2023年 - グランプリ・アルマダ 5位
- 2023年 - グランドスラム・パリ 3位
- 2023年 - 世界選手権 3位
- 2023年 - グランドスラム・ウランバートル 3位
- 2023年 - アジア大会 2位
- 2024年 - グランドスラム・パリ 2位
- 2024年 - 世界選手権 3位

（出典）